# Thomas Marshburn
Thomas Henry Marshburn (* 29. srpna 1960 Statesville, Severní Karolína, USA) je americký lékař, od května 2004 do roku 2022 astronaut NASA, 498. člověk ve vesmíru. Do vesmíru se dostal na dva týdny jako člen posádky raketoplánu Endeavour při letu STS-127 na Mezinárodní vesmírnou stanici (ISS) v červenci 2009 a znovu tam pracoval od prosince 2012 do května 2013 jako člen Expedice 34 a 35. Od podzimu 2021 do jara 2022 absolvoval na ISS třetí pobyt jako členem Expedice 66.

## Život a vzdělání
Thomas Marshburn se narodil ve Statesvillu v Severní Karolíně. Po ukončení střední školy v Atlantě studoval zprvu fyziku na Davidson College v Severní Karolíně (bakalář 1982) a University of Virginia (magistr 1984). Potom zahájil studium medicíny na Wake Forest University, absolvoval roku 1989. Po studiu pracoval na pohotovosti v nemocnicích v Toledu, Seattlu, Houstonu a Bostonu.
Je ženatý, má dceru.

## Kariéra v NASA
Od listopadu 1994 pracoval v lékařském týmu NASA, dva roky strávil v Rusku jako lékař amerických astronautů připravujících se v Hvězdném městečku na lety v rámci programu Shuttle-Mir v letech 1996–1997 a jako lékař posádky Expedice 7 na Mezinárodní vesmírnou stanici (ISS) roku 2003.

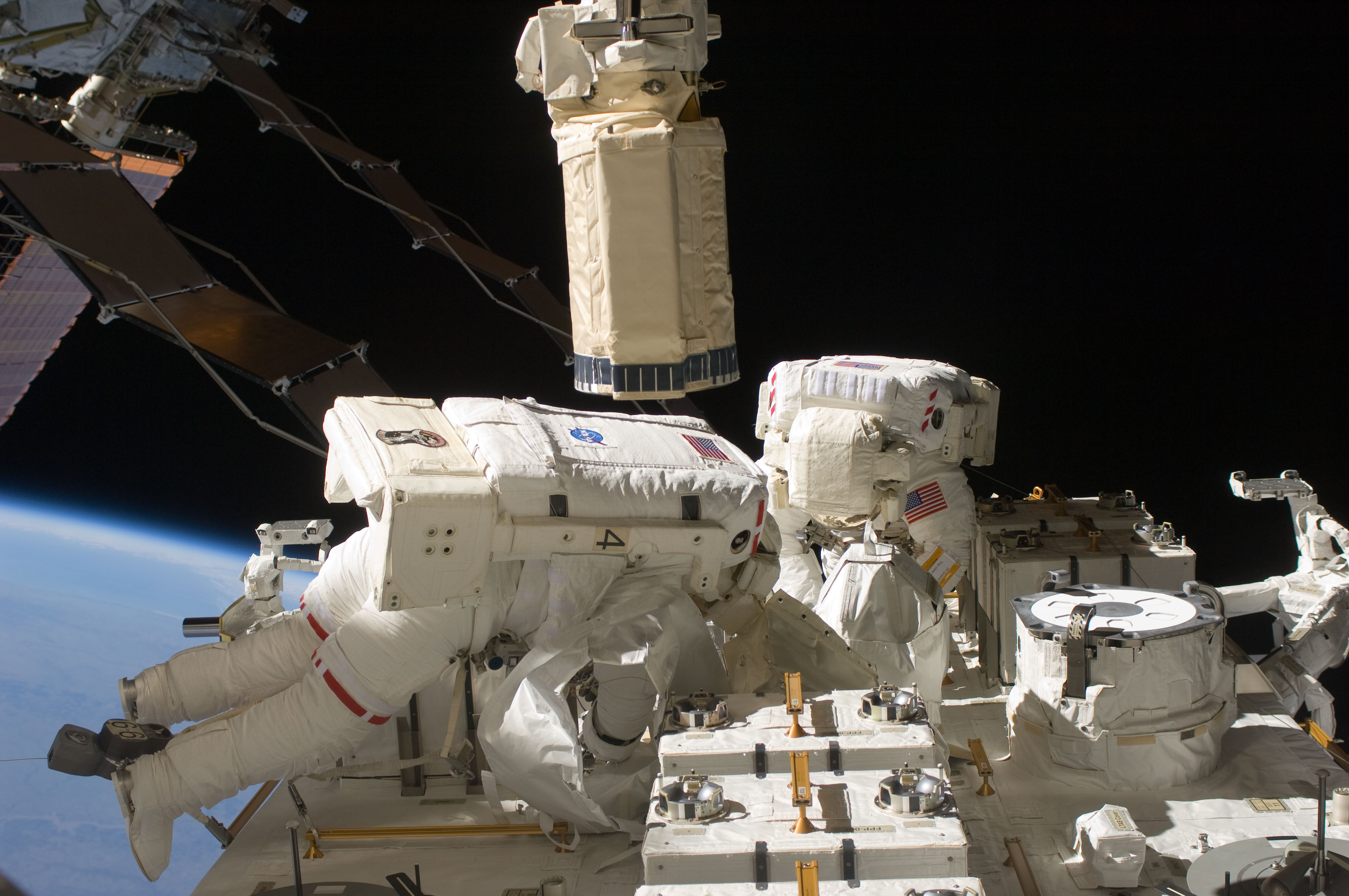
Thomas Marshburn (vlevo) a Christopher Cassidy upravují tepelnou izolaci manipulátoru SDPM (Dextre) na povrchu ISS, 27. července 2009

Přihlásil se 18. náboru astronautů NASA roku 1999, propracoval se pouze mezi 123 finalistů. V následujícím 19. náboru zaznamenal úspěch a 6. května 2004 byl zařazen mezi americké astronauty. Zahájil základní kosmonautický výcvik a v únoru 2006 získal kvalifikaci „letový specialista“ raketoplánu.

### Astronaut
V únoru 2008 NASA zveřejnila Marshburnovo jmenování do posádky letu STS-127 plánovaného na následující rok. Do vesmíru odstartoval 15. července 2009 na palubě raketoplánu Endeavour. Cílem mise byla dokončení montáže modulu Kibó, doprava zásob a vybavení na Mezinárodní vesmírnou stanici (ISS). Let trval 15 dní, 16 hodin a 45 minut. Marshburn třikrát vystoupil do vesmíru, výstupy trvaly celkem 18 hodin a 59 minut.
V červnu 2010 byl zařazen do posádky Expedic 34 a 35 na ISS s plánovaným startem 20. listopadu 2012. Podruhé do vesmíru vzlétl 19. prosince 2012 jako palubní inženýr Sojuzu TMA-07M společně s velitelem lodi Romanem Romaněnkem a Chrisem Hadfieldem, o dva dny později se připojili k posádce ISS. Na stanici pracoval jako palubní inženýr třicáté čtvrté a páté expedice. Podnikl jeden výstup do vesmíru, v páru s Christopherem Cassidym, výstup trval 5 hodin a 30 minut. Na Zem se trojice Romaněnko, Marshburn, Hadfield vrátila 14. května 2013.
K třetímu letu odstartoval společně s astronauty Rajou Charim, Matthiasem Maurerem a Kaylou Barronovou v lodi Endurance 11. listopadu 2021. Téhož dne se připojili k ISS, kde zůstanou zhruba půl roku jako členové dlouhodobé Expedice 66. Společně s Barronovou se 2. prosince 2021 zúčastnil výstupu do volného prostoru, jehož cílem byla výměna antény pro přenos radiového signálu v pásmu S na příhradovém nosníku stanice. Výstup trval 6 hodin a 32 minut. Loď s celou posádkou se od stanice odpojila 5. května 2022 a při pobřeží Floridy přistála o den později. Třetí Marshburnův let trval 176 dní, 2 hodiny a 39 minut.
Počátkem prosince 2022 bylo oznámeno, že Marshburn s koncem roku ukončí své působení v NASA a nastoupí do společnosti Sierra Space jako hlavní lékař jejího nově budovaného Centra pro lety lidí do vesmíru a Akademie pro výcvik astronautů. Zapojí se do výběru, školení a přípravy budoucího sboru astronautů pro rozvíjející se komerční vesmírnou ekonomiku. Sierra Space společně se společnosti Blue Origin připravuje soukromou vesmírnou stanici Orbital Reef pro komerční kosmické aktivity včetně vesmírné turistiky.